# کوماتاکنین
کوماتاکنین (به انگلیسی: Kumatakenin) با فرمول شیمیایی C۱۷H۱۴O۶ یک ترکیب شیمیایی با شناسه پاب‌کم ۵۳۱۸۸۶۹ است. که جرم مولی آن ۳۱۴٫۲۸ g/mol می‌باشد. 